# Riksväg 62
Der Riksväg 62 ist eine schwedische Fernverkehrsstraße in Värmlands län.

## Verlauf
Die Straße, die weitgehend dem Lauf des Flusses Klarälven folgt, zweigt in Karlstad vom Europaväg 18 ab und verläuft nach Norden über Forshaga und Munkfors, wo der Länsväg 241 nach Westen abzweigt, Råda (Abzweig des Länsväg 245 nach Osten), Ekshärad (Abzweig des Länsväg 239 nach Westen) und Stöllet (Kreuzung mit Europaväg 45 und Europaväg 16) und Sysslebäck zur schwedisch-norwegischen Grenze am Höljessjön mit dem Kraftwerk Höljes. In Norwegen findet sie ihre Fortsetzung im Riksvei 26.
Die Länge der Straße beträgt rund 235 km.